# La Chaux-de-Fonds International 1996
Die La Chaux-de-Fonds International 1996 im Badminton fanden vom 8. bis zum 11. Februar 1996 in La Chaux-de-Fonds statt. Auf der IBF-Turnierskala erreichte es die Wertung B.

## Die Sieger und Platzierten
| Disziplin    | Gold                            | Silber                       | Bronze                          |
| ------------ | ------------------------------- | ---------------------------- | ------------------------------- |
| Herreneinzel | Colin Haughton                  | Imay Hendra                  | Robert Nock                     |
| Herreneinzel | Colin Haughton                  | Imay Hendra                  | Marco Vasconcelos               |
| Dameneinzel  | Marina Andrievskaia             | Alison Humby                 | Park Jin-hyun                   |
| Dameneinzel  | Marina Andrievskaia             | Alison Humby                 | Karolina Ericsson               |
| Herrendoppel | James Anderson Ian Pearson      | Steve Isaac Nathan Robertson | Kim Myoung-ki Kim Young-kun     |
| Herrendoppel | James Anderson Ian Pearson      | Steve Isaac Nathan Robertson | Jun Jong-bae Ku Ja-hoon         |
| Damendoppel  | Brenda Conijn Nicole van Hooren | Emma Chaffin Sarah Hardaker  | Park Jin-hyun Yei Sun-me        |
| Damendoppel  | Brenda Conijn Nicole van Hooren | Emma Chaffin Sarah Hardaker  | Donna Kellogg Joanne Wright     |
| Mixed        | Björn Siegemund Karen Stechmann | James Anderson Emma Chaffin  | Stephan Wapp Santi Wibowo       |
| Mixed        | Björn Siegemund Karen Stechmann | James Anderson Emma Chaffin  | Nathan Robertson Sarah Hardaker |

## Finalergebnisse
| Disziplin    | Sieger                          | Finalist                     | Ergebnis            |
| ------------ | ------------------------------- | ---------------------------- | ------------------- |
| Herreneinzel | Colin Haughton                  | Imay Hendra                  | 15–10, 15–12        |
| Dameneinzel  | Marina Andrievskaia             | Alison Humby                 | 11–7, 2–11, 11–4    |
| Herrendoppel | James Anderson Ian Pearson      | Steve Isaac Nathan Robertson | 15–12, 13–15, 17–15 |
| Damendoppel  | Brenda Conijn Nicole van Hooren | Emma Chaffin Sarah Hardaker  | 15–6, 15–11         |
| Mixed        | Björn Siegemund Karen Stechmann | James Anderson Emma Chaffin  | 15–11, 15–5         |